# Direction du Renseignement de la préfecture de police de Paris
La direction du Renseignement de la préfecture de police de Paris (DRPP) est le service de renseignement de la préfecture de police de Paris.

## Présentation
Héritier des Renseignements généraux de la préfecture de police (RGPP), le service n'a pas été intégré, du fait de la spécificité de la capitale, à la direction centrale du Renseignement intérieur (DCRI) lors de la fusion des Renseignements généraux (RG) et de la direction de la Surveillance du territoire (DST). Dès lors un nouveau service destiné à la zone de Paris et de sa proche banlieue (Hauts-de-Seine, Seine-Saint-Denis, Val-de-Marne) et reprenant les mêmes missions a été créé par arrêté du 27 juin 2008.
Cette exception parisienne n'a pas été remise en cause par la réforme des services de renseignement de 2013, qui a transformé la DCRI en direction générale de la Sécurité intérieure (DGSI).
Le service a trois objectifs principaux :
- information générale ;
- renseignement intérieur ;
- lutte contre l'immigration irrégulière.

La DRPP avait début 2015 un effectif voisin de 865 agents,. Le 21 janvier 2015, après les attentats de janvier, le Premier ministre, Manuel Valls, a annoncé, dans le cadre du PLAT (plan de lutte antiterroriste), une augmentation de l'effectif de la DRPP de 100 fonctionnaires dans les deux années à venir. La DRPP se verra en outre affecter 18 agents supplémentaires dans le cadre du PLIC (plan de lutte contre l'immigration clandestine), et 60 autres dans le cadre du PDS (pacte de sécurité), de sorte que son effectif devrait atteindre 1 043 agents fin 2017.

## Proposition de réforme sur le renseignement
Dans le rapport de la commission d'enquête parlementaire sur les attentats du 13 novembre 2015 publié le 5 juillet 2016, le rapporteur Sébastien Pietrasanta édicte dans la 14e proposition de « partager les attributions de la direction du renseignement de la préfecture de police de Paris (DRPP) entre la DGSI et [une] nouvelle direction générale du renseignement territorial ».

## Lien technique avec la DGSI
À l'instar d'un autre service du « second cercle », le SNRP, la DRPP a établi un protocole avec la DGSI pour le recours à des prestations d'IMSI-catcher.

## Évènements juridico-médiatiques

### Attentat de l'église de Saint-Étienne-du-Rouvray
En janvier 2018, la DRPP est mise en cause dans l'attentat de l'église de Saint-Étienne-du-Rouvray. Un des fonctionnaires du « groupe informatique et procès » aurait alerté sur les agissements suspects d'Adel Kermiche sur le réseau Telegram quelques jours avant l'attentat. Mais sa hiérarchie lui aurait demandé de modifier ses signalements pour les éditer postérieurement aux faits.

### Attaque au couteau
Le 3 octobre 2019, la préfecture de police de Paris est attaquée par Mickaël Harpon, un informaticien du service informatique de la DRPP depuis 2003, ce dernier poignarde et tue 4 de ses collègues avant d'être abattu par un policier stagiaire,,,.

## Directions successives
Les titulaires ont été successivement :
| Décret de nomination | Décret de nomination | Titulaire                |
| -------------------- | -------------------- | ------------------------ |
| 4 octobre 1989       | [ a ]                | Claude Bardon (d)        |
| 8 juillet 1994       |                      | Jean-Pierre Pochon (d)   |
| 31 mars 2000         | [ b ]                | Jean-Claude Bouchoux (d) |
| 20 août 2004         | [ c ]                | Bruno Laffargue          |
| 15 mai 2009          | [ d ]                | René Bailly (d)          |
| 17 avril 2017        | [ e ]                | Françoise Bilancini (d)  |
| 22 janvier 2024      | [ f ]                | Hugues Bricq (d)         |